# Залесе-Канське
Залесе-Канське (пол. Zalesie Kańskie) — село в Польщі, у гміні Рейовець-Фабричний Холмського повіту Люблінського воєводства. Населення — 117 осіб (2011).

## Історія
За даними етнографічної експедиції 1869—1870 років під керівництвом Павла Чубинського, у селі здебільшого проживали польськомовні римо-католики, меншою мірою — українськомовні греко-католики.
У 1975—1998 роках село належало до Холмського воєводства.

## Демографія
Демографічна структура станом на 31 березня 2011 року:
|          | Загалом | Допрацездатний вік | Працездатний вік | Постпрацездатний вік |
| -------- | ------- | ------------------ | ---------------- | -------------------- |
| Чоловіки | 54      | 12                 | 34               | 8                    |
| Жінки    | 63      | 11                 | 33               | 19                   |
| Разом    | 117     | 23                 | 67               | 27                   |